# たたら御三家

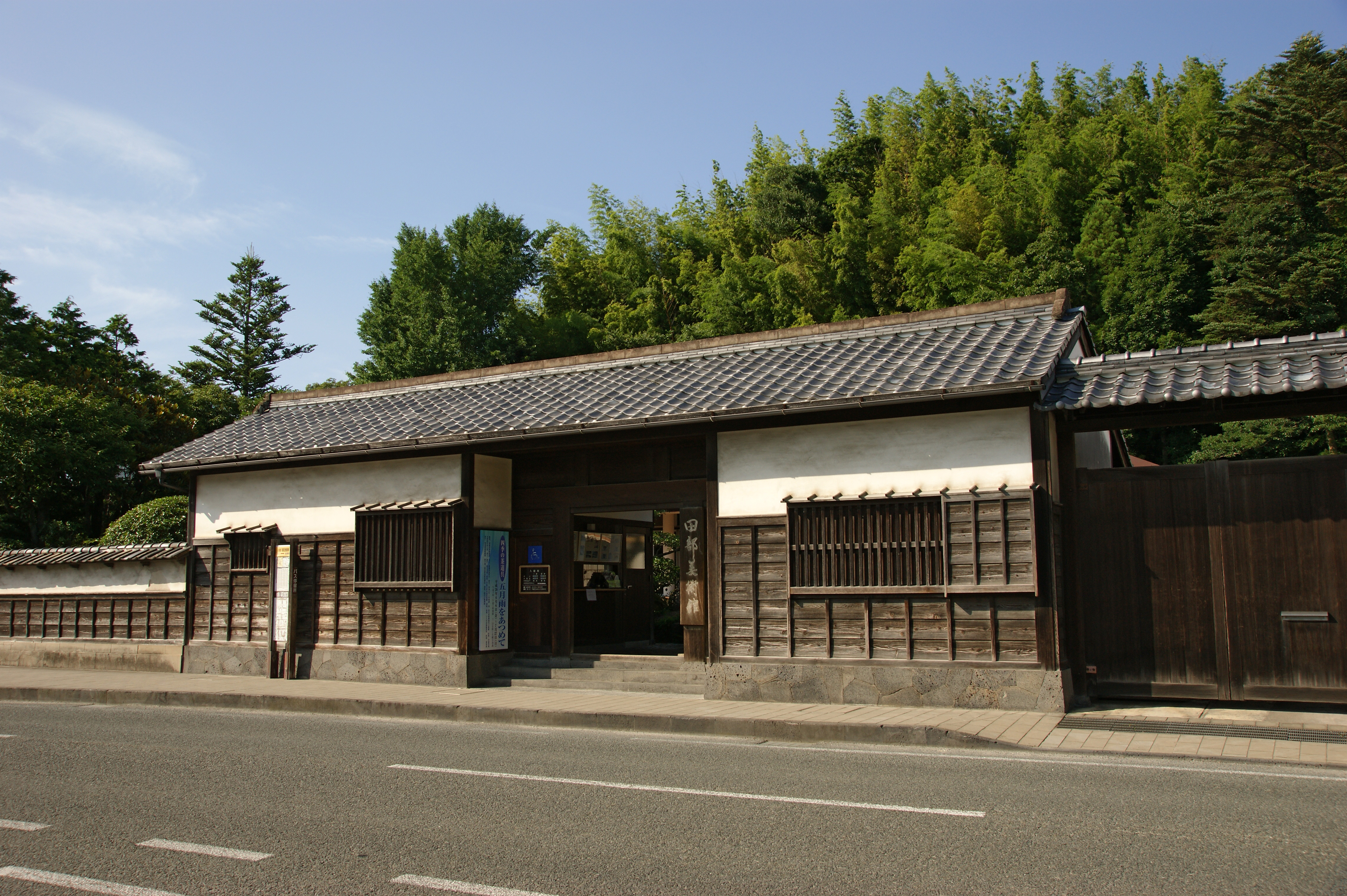
田部美術館

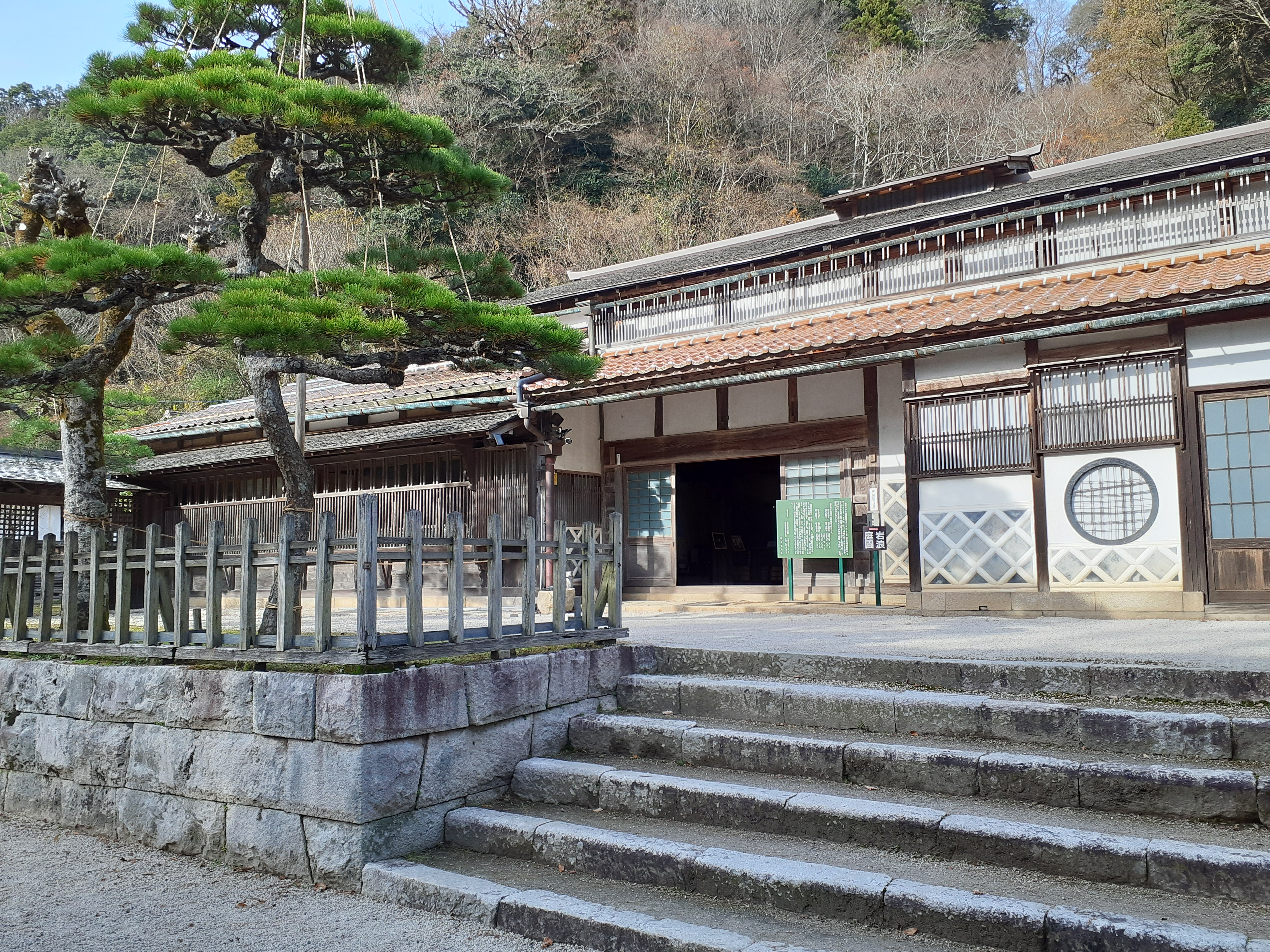
櫻井家住宅

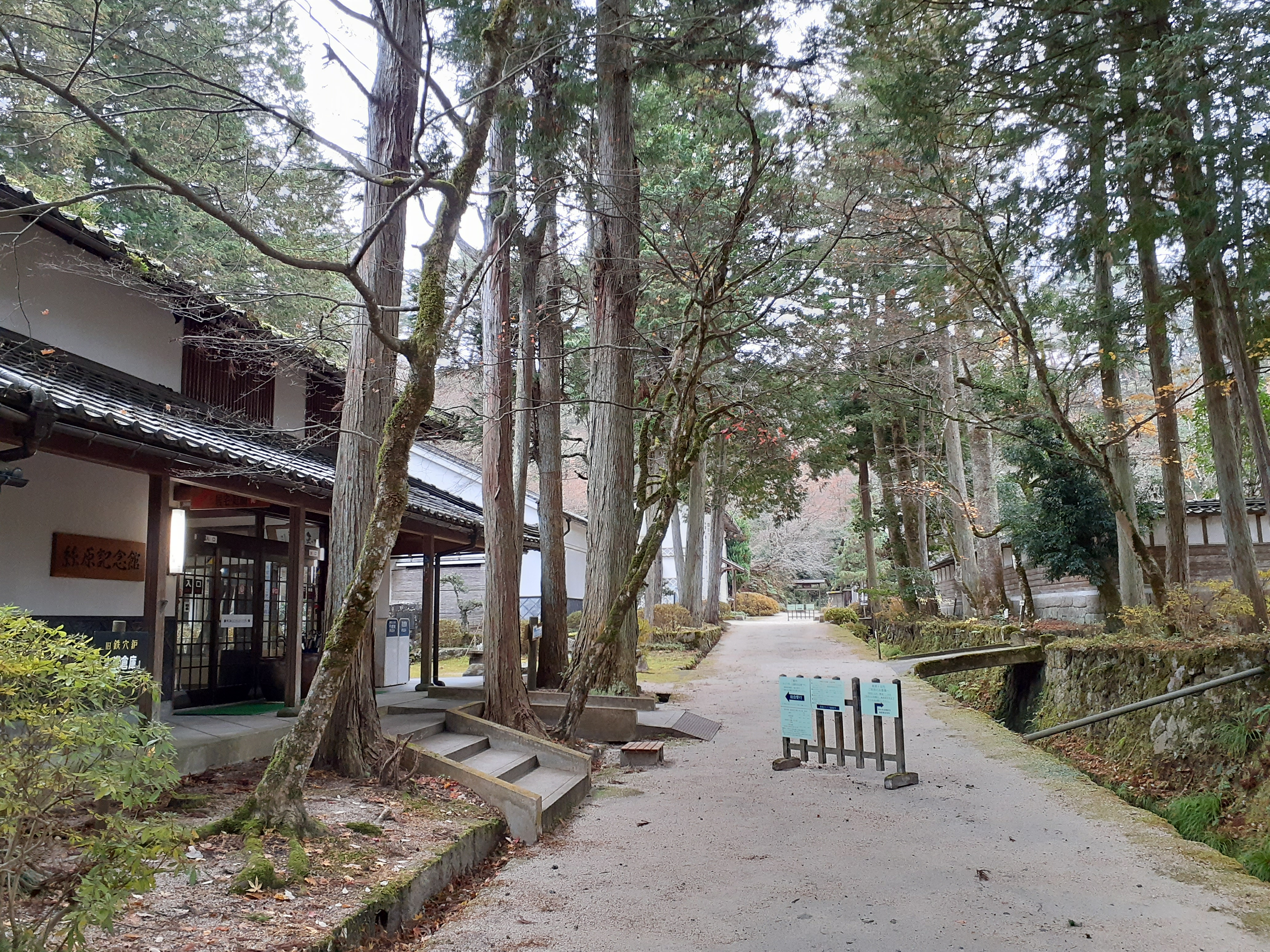
絲原記念館

たたら御三家（たたらごさんけ）は、江戸時代の出雲国松江藩（現在の島根県東部）で、たたら製鉄により栄えた山林大地主の御三家。田部家（たなべけ）、櫻井家（桜井家、さくらいけ）、絲原家（糸原家、いとはらけ）の三家。
明治以降、たたら製鉄が近代製鉄に代わられた後も、島根の政財界の名家として存続した。21世紀現在も存続しており、それぞれ「田部美術館」「櫻井家住宅」「絲原記念館」などを有する。
鉄師御三家（てつしごさんけ、てっしごさんけ）、鉄の御三家、たたら製鉄の御三家などともいう。

## 関連文献
- 相良英輔『松江藩鉄師頭取 田部家の研究 田部家の由来とたたら製鉄業の展開』島根大学、2009年。CRID 1020282257441065090
- 佐竹昭 「近世奥出雲の鉄師と鉄山集積について」『広島大学大学院総合科学研究科紀要. III, 文明科学研究』11、2016年。NAID 120005998167
- 徳安浩明「たたら製鉄による中国山地の開発に関する歴史地理学研究」佛教大学博士論文、2016年。NAID 500000974785
- 三柳屋彦吉『秘められた鉄の歴史』今井出版、2015年。ISBN 978-4-906794-93-5。
- 諸岡了介「田部家の語られ方：鉄師の「イメージ」とその形成過程」『田部家のたたら研究と文書目録 : 田部家文書調査報告書 上』島根県雲南市教育委員会、2012年